# Harry Jerome
Henry Winston ("Harry") Jerome (Prince Albert, 30 settembre 1940 – Vancouver, 7 dicembre 1982) è stato un velocista canadese.

## Biografia
Nato nel Saskatchewan, si trasferì con la famiglia a Vancouver all'età di 12 anni. Iniziò a dedicarsi alla corsa veloce come suo nonno, Army Howard, che aveva partecipato alle Olimpiadi del 1912, e come sua sorella Valerie, che avrebbe partecipato alle Olimpiadi del 1960.
Il 15 luglio 1960 corse i 100 metri in 10"0, eguagliando il record mondiale stabilito dal tedesco Armin Hary meno di un mese prima. Alle Olimpiadi di Roma dello stesso anno non andò oltre la semifinale per un infortunio. Quattro anni dopo, alle Olimpiadi di Tokyo, conquistò la medaglia di bronzo sui 100 metri e giunse quarto sui 200. Negli anni successivi arricchì il suo palmarès vincendo, sempre sui 100 metri, ai Giochi del Commonwealth nel 1966 e ai Giochi panamericani nel 1967. Partecipò alla sua terza Olimpiade nel 1968, a Città del Messico, dove giunse settimo.
Ritiratosi dalle competizioni nel 1969, collaborò con il Primo Ministro canadese Pierre Trudeau alla costituzione del Ministero dello Sport. Morì nel 1982 per un aneurisma all'età di 42 anni.

## Palmarès
| Anno | Manifestazione          | Sede     | Evento      | Risultato | Prestazione | Note |
| ---- | ----------------------- | -------- | ----------- | --------- | ----------- | ---- |
| 1964 | Giochi olimpici         | Tokyo    | 100 m piani | Bronzo    | 10"2        |      |
| 1966 | Giochi del Commonwealth | Kingston | 100 iarde   | Oro       |             |      |
| 1967 | Giochi panamericani     | Winnipeg | 100 m piani | Oro       |             |      |